# 杨连弟站
杨连弟站是一个陇海线上的铁路车站，位于河南省三门峡市陕州区硤石乡，建于1924年，目前为五等站，邮政编码为472122。目前客运：办理旅客乘降；不办理行李、包裹托运；不办理货运营业。本站原本设有观音堂甘壕煤矿货物专用线，但由于煤矿产量逐渐下降，该专用线报废，杨连弟站也于2010年12月15日关闭。

## 名称来源
本站因曾参与陇海线8号桥抢修工作的中国人民解放军铁道兵战士杨连第（一作杨连弟，1919-1952）而得名。1952年7月下旬，铁道部将陇海线8号桥更名为杨连弟桥，硖石乡站更名为杨连弟站。